# Miroslav Nohýnek
Miroslav Nohýnek (19. září 1941, Praha – 4. srpna 1997, Praha) byl český herec a režisér.
V letech 1959 – 1963 studoval na pražské DAMU. K jeho spolužákům z ročníku patřily mj. Marie Drahokoupilová a Iva Janžurová. K jeho profesorům Vlasta Fabianová, František Salzer a Vítězslav Vejražka. Po absolvování školy získal angažmá v ostravském Divadle Petra Bezruče, kde pak působil v letech 1963 – 1966. V roce 1966 odešel zpět do Prahy a působil v Divadle S. K. Neumanna (později Divadlo pod Palmovkou) a to až do své smrti v roce 1997. Kromě hereckých rolí se uplatnil i jako režisér . Jako režisér hostoval i v oblastních divadlech.
Působil rovněž ve filmu, televizi, rozhlase a v dabingu.
Jeho manželkou byla herečka Marcela Nohýnková, rozená Mlacovská (* 1948), se kterou měl dvě děti – starší Kryštof (* 1973) je divadelním hercem.

## Divadelní role, výběr
- 1970 Karel Čapek: Věc Makropulos, Janek, režie Karel Pokorný, Divadlo S.K.Neumanna
- 1990 Tennessee Williams: Tramvaj do stanice Touha, lékař, režie Jan Novák, Divadlo pod Palmovkou
- 1991 Jan Kopecký: Hra o králi Davidovi, Jonatán/Uriáš/Sedlák, režie Kristina Taberyová, Divadlo pod Palmovkou
- 1992 Wolfgang Hildesheimer: Rivalové, Tom, režie Oto Ševčík, Divadlo pod Palmovkou
- 1993 August Strindberg: Královna Kristina, Johan Holm, režie Oto Ševčík, Divadlo pod Palmovkou

## Divadelní režie, výběr
- 1989 Neil Simon: Biloxi blues, Divadlo S.K.Neumanna
- 1990 Dario Fo: Náhodná smrt anarchisty, Divadlo pod Palmovkou
- 1992 Christopher Fry: Velice hojný Fénix, Divadlo pod Palmovkou
- 1994 Edward Albee: Pobřeží, Horácké divadlo Jihlava (j. h.)

## Filmografie, výběr
- 1961 Spadla s měsíce, role: student, režie Zdeněk Podskalský
- 1963 Strach, fotograf Coufalík, režie Petr Schulhoff
- 1965 Perličky na dně, režie Jiří Menzel a další
- 1969 Hříšní lidé města pražského (TV seriál), díl „Lodní uzel“, mladík, režie Jiří Sequens
- 1972 Návraty, režie Václav Matějka
- 1974 Třicet případů majora Zemana (TV seriál), režie Jiří Sequens
- 1977 Sázka na třináctku, režie Dušan Klein
- 1977 Nemocnice na okraji města (TV seriál) , režie Jaroslav Dudek
- 1982 Malý pitaval z velkého města (TV seriál), režie Jaroslav Dudek
- 1984 My všichni školou povinní (TV seriál), režie Ludvík Ráža
- 1986 Panoptikum města pražského (TV seriál), režie Antonín Moskalyk
- 1989 Dobrodružství kriminalistiky (TV seriál), ), režie Antonín Moskalyk
- 1992 Náhrdelník (TV seriál), režie František Filip
- 1995 Byl jednou jeden polda, režie Jaroslav Soukup
- 1997 Byl jednou jeden polda II., režie Jaroslav Soukup

## Dabing, výběr
- 1962 Šetřte rákoskou, herec: Richard O'Sullivan (postava:Harkness)
- 1979 Svědek na zabití, Patrick Connor (Freddy)
- 1993 Městečko Twin Peaks, Jack Nance (Pete Martell)
- 1994 Hombre, Fredric March (Favor)
- 1995 M*A*S*H: Nashledanou, sbohem a amen, William Christopher (otec Francis John Patrick Mulcahy)
- 1996 Kojak, Frank Aletter (kapitán Nolan)